# Czesława Stopka
Czesława Stopka (* 21. Dezember 1937 in Zakopane; † 5. März 2021 ebenda) war eine polnische Skilangläuferin.
Czesława Stopka gewann bei den Polnischen Meisterschaften zwischen 1957 und 1971 insgesamt 5 Silber- und 10 Bronzemedaillen. Zudem nahm sie an den Olympischen Winterspielen 1964 in Innsbruck teil. Im 5-Kilometer-Rennen belegte sie den 24. Platz und im 10-Kilometer-Rennen den 23. Platz. Im 3-mal-5-Kilometer-Staffelrennen wurde sie zusammen mit Teresa Trzebunia und Stefania Biegun Siebte.